# Le Revenant (film, 1910)
Pour les articles homonymes, voir Le Revenant.
Pour plus de détails, voir Fiche technique et Distribution.
Le Revenant est un film muet français réalisé par Georges Denola, sorti en 1910.

## Fiche technique
- Titre : Le Revenant
- Réalisation : Georges Denola
- Scénario :
- Photographie :
- Montage :
- Société de production : Société cinématographique des auteurs et gens de lettres (S.C.A.G.L.)
- Société de distribution : Pathé frères
- Pays d'origine :  France
- Langue : film muet avec les intertitres en français
- Métrage : 360 mètres
- Format : Noir et blanc — 35 mm — 1,33:1 — Muet
- Genre : Comédie dramatique, Pantomime
- Durée : 10 minutes 40
- Dates de sortie : 
  -  France : 21 octobre 1910

## Distribution
- Gaston Séverin : Pierrot
- Jeanne Grumbach : Pierrette
- Georges Paulais
- Henry Krauss
- Henri Étiévant
- René Navarre
- Gaston Sainrat
- Paul Fromet
- Georges Raulin
- Tauffenberger fils